# Сценски маскер и власуљар
Сценски маскер и власуљар је специјализовано позоришно и филмско занимање које обухвата дизајнирање и израду сценске шминке (маске) и власуљарских производа (перика, брада, бркова, и других додатака за косу) у циљу визуелне трансформације глумца у лик који тумачи. Иако се ради о два одвојена заната, у пракси их често обавља иста особа, посебно у позоришту, јер заједно чине целину у креирању физичког изгледа лика. Ово занимање је кључно за карактеризацију лика, визуелни идентитет представе или филма и захтева комбинацију уметничког талента, занатске вештине и познавања историје стилова.

## Опис занимања
Посао сценског маскера и власуљара почиње анализом текста, ликова и редитељског концепта, а реализује се у блиској сарадњи са редитељем, костимографом и сценографом.

### Области рада

#### Сценска шминка (маска)
Сценски маскер, или шминкер, одговоран је за креирање изгледа лица и видљивих делова тела глумца. Постоји неколико врста сценске шминке:
- Корективна шминка: Користи се да се лице глумца прилагоди условима сцене и јаког осветљења.
- Карактерна шминка: Најсложенији вид шминке, којим се лице глумца трансформише како би одговарало лику (постаривање, подмлађивање, промена црта лица, приказ здравственог стања).
- Фантастична шминка: Користи се за ликове из бајки, митологије или научне фантастике.
- Специјални ефекти шминке (простетика): Обухвата израду и наношење тродимензионалних додатака од материјала попут латекса или силикона, како би се креирале реалистичне ране, ожиљци, опекотине или потпуно нови облици лица.[2]

#### Власуљарски рад (перикерство)
Власуљар, или перикер, бави се израдом, стилизовањем и одржавањем свих додатака од косе.
- Израда перика: Перике се израђују ручно, ушивањем праве или вештачке косе на мрежасту подлогу направљену по мери главе глумца.
- Израда брада, бркова и зулуфа: Праве се на сличан начин, често на подлози од тила која се лепи на лице глумца.
- Стилизовање и одржавање: Власуљар је задужен за прављење фризура на перикама у складу са епохом и карактером лика. Такође, одговоран је за прање, чешљање и поправку власуљарских производа.

## Процес рада
Процес креирања сценске маске и власуљарских радова почиње читањем сценарија и разговором са редитељем и ауторским тимом. На основу тога, маскер и власуљар праве скице, раде пробе на глумцима, и затим израђују потребне перике, браде, бркове и простетичке делове. Током извођења представе или снимања, често су присутни иза сцене ради брзих корекција или трансформација.

## Образовање и вештине
Занимање сценског маскера и власуљара захтева комбинацију уметничких и занатских вештина. У Србији се основе могу стећи у средњим уметничким школама (нпр. на смеру за стилисту), док се виши ниво специјализације често стиче на Факултету примењених уметности (на одсецима за костим или сценографију) или кроз специјализоване курсеве и праксу у позориштима. Потребне вештине укључују цртање, сликање, вајање, познавање историје моде, фризура и шминке, прецизност и стрпљење.

## Познати сценски маскери и власуљари у Србији
Српско позориште и филм имају дугу традицију квалитетног маскерског и власуљарског рада, а неки од мајстора су стекли велики углед.
- Станислав Зарић: Сматра се зачетником модерне филмске маске у Србији и један од најпознатијих маскера југословенске кинематографије. Радио је на преко 200 филмова, укључујући класике попут "Скупљачи перја", "Ко то тамо пева" и "Маратонци трче почасни круг".[3]
- Мирјана Ракић: Дугогодишњи шеф службе за маску, шминку и перике у Народном позоришту у Београду. Поред дугогодишњег рада на филму и серијама, радила је на стотинама драмских, оперских и балетских представа у националном театру, као и у Опери и театру Мадленијанум. [4]
- Марко Ђукић: Власуљар и мајстор маске у Народном позоришту у Београду. Истакао се радом на бројним представама, укључујући комплексне историјске драме, где је његов рад на перикама и маскама био кључан за креирање ликова.[5]